# Villa Carmela Vittoria

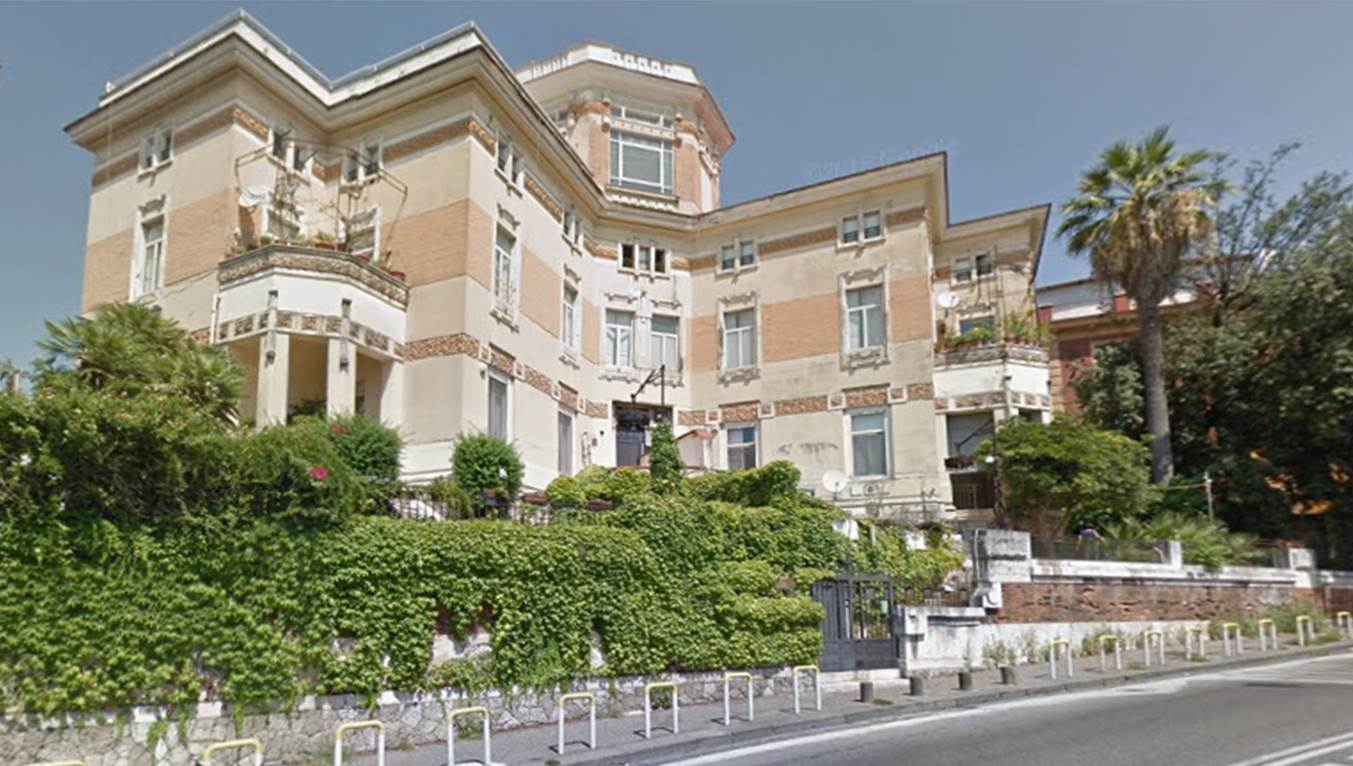
Villa Carmela Vittoria in Neapel

Die Villa Carmela Vittoria ist ein Jugendstillandhaus aus den 1910er- und 1920er-Jahren im Viertel Stella von Neapel in der italienischen Region Kampanien. Es liegt am Viale Colli Aminei, 7.

## Geschichte
Die Villa ließ der Unternehmer Vincenzo Savarese zwischen 1914 und 1922 erbauen. Dieser ließ später, von 1936 bis 1942, auch die Villa Savarese in Posillipo errichten.

## Beschreibung
Das Landhaus hat ein Erdgeschoss über Straßenniveau.
Das dreistöckige Haus hat einen vieleckigen, symmetrischen Grundriss und in der Mitte einen achteckigen vierstöckigen Aussichtsturm, an den das hintere Treppenhaus angesetzt ist; auf den Seiten hat es zwei Terrassen, jeweils mit darunter  liegenden Veranden. Die Fassaden haben breite Bänder aus Sichtmauerwerk zwischen den Fenstern des ersten Obergeschosses, an die sich oben und unten horizontale Bänder aus Terracotta mit Pflanzenmotiven anschließen.